# Evgenius puchneri
Evgenius puchneri är en skalbaggsart som beskrevs av Karl Adlbauer 2004. Evgenius puchneri ingår i släktet Evgenius och familjen långhorningar.
Artens utbredningsområde är Kenya. Inga underarter finns listade i Catalogue of Life.